# Demon Maiden Zakuro
Demon Maiden Zakuro (jap. おとめ妖怪 ざくろ Otome yōkai Zakuro) – manga autorstwa Lily Hoshino, która ukazywała się na łamach czasopisma „Comic Birz” wydawnictwa Gentōsha od listopada 2006. W 2016 roku nastąpiła tymczasowa przerwa w wydawaniu serii.
Manga ukazała się w Polsce nakładem wydawnictwa Studio JG pod nazwą Demon Maiden Zakuro.
Na podstawie mangi powstała również 13-odcinkowa adaptacja anime wyprodukowana przez studio J.C.Staff.

## Fabuła
Podczas westernizacji w alternatywnej Japonii, ludzie i demony współistnieją. Aby zachować harmonię między nimi istnieje Ministerstwo ds. Demonian i składa się z wybranych przedstawicieli ludzi i yōkai. Porucznicy Kei Agemaki, Riken Yoshinokazura i Ganryu Hanakiri są wybrani na ludzkich przedstawicieli, mają współpracować odpowiednio z Zakuro, Susukihotaru i Bonbori i Hozuki. Jednak Zakuro nie znosi ludzi, którzy akceptują praktyki jezuitów tak łatwo, z kolei Agemaki boi się yōkai.

## Bohaterowie
- Zakuro (jap. 西王母桃)

Seiyū: Mai Nakahara 
- Kei Agemaki (jap. 総角 景 Agemaki Kei)

Seiyū: Takahiro Sakurai 
- Susukihotaru (jap. 薄蛍)

Seiyū: Kana Hanazawa 
- Riken Yoshinokazura (jap. 芳野葛 利剱 Yoshinokazura Riken)

Seiyū: Satoshi Hino 
- Bonbori (jap. 雪洞) i Hozuki (jap. 鬼灯)

Seiyū: Aki Toyosaki  i Seiyū: Yui Horie 
- Ganryū Hanakiri (jap. 花桐 丸竜 Hanakiri Ganryū)

Seiyū: Yūki Kaji 
- Mamezō (jap. 豆蔵)

Seiyū: Nobuhiko Okamoto 
- Kushimatsu (jap. 櫛松)

Seiyū: Kazue Komiya 
- Amaryōju (jap. 雨竜寿)

Seiyū: Akihiko Ishizumi 
- Sakura (jap. 桜) i Kiri (jap. 桐)

Seiyū: Yuka Iguchi  i Seiyū: Mutsumi Tamura 

### Antagoniści
- Takatoshi Hanadate (jap. 花楯 鷹敏 Hanadate Takatoshi)

Seiyū: Takayuki Kondō 
- Daidai (jap. 橙橙) i Byakuroku (jap. 百緑)

Seiyū: Minako Kotobuki  i Seiyū: Haruka Tomatsu 
- Rangui (jap. 乱杭)

Seiyū: Kikuko Inoue 

## Manga
30 listopada 2016 roku za pośrednictwem oficjalnej strony internetowej poinformowano, że wydawanie mangi zostaje przerwane ze względu na ciążę i narodziny dziecka autorki mangi, a wydanie zapowiadanego 11. tomiku zostało przesunięte na bliżej niesprecyzowany termin
| Nr | Język japoński   | Język japoński      | Język polski         | Język polski           |
| Nr | Data wydania     | ISBN                | Data wydania         | ISBN                   |
| -- | ---------------- | ------------------- | -------------------- | ---------------------- |
| 1  | 24 stycznia 2008 | ISBN 978-4344811874 | 8 lutego 2012        | ISBN 978-8361356394    |
| 2  | 24 września 2008 | ISBN 978-4344814110 | 18 września 2012     | ISBN 978-83-61356-52-3 |
| 3  | 24 kwietnia 2009 | ISBN 978-4344816220 | 25 marca 2013        | ISBN 978-83-61356-63-9 |
| 4  | 24 marca 2010    | ISBN 978-4344819078 | 30 października 2013 | ISBN 978-83-61356-79-0 |
| 5  | 24 września 2010 | ISBN 978-4344820371 | 10 kwietnia 2014     | ISBN 978-83-61356-93-6 |
| 6  | 24 lipca 2011    | ISBN 978-4344822634 | 17 czerwca 2014      | ISBN 978-83-8001-003-1 |
| 7  | 24 kwietnia 2012 | ISBN 978-4344824584 | 18 września 2014     | ISBN 978-83-8001-017-8 |
| 8  | 23 marca 2013    | ISBN 978-4344827615 | 12 lutego 2015       | ISBN 978-83-8001-031-4 |
| 9  | 24 marca 2014    | ISBN 978-4344830103 | 1 sierpnia 2020      | ISBN 978-83-8001-600-2 |
| 10 | 24 marca 2015    | ISBN 978-4344832909 | 30 czerwca 2021      |                        |

## Anime

### Ścieżka dźwiękowa
| Odcinki        | Tytuł                                       | Wykonawcy                          |          |
| Czołówka       | Czołówka                                    | Czołówka                           | Czołówka |
| -------------- | ------------------------------------------- | ---------------------------------- | -------- |
| 1-12           | „MOON SIGNAL”                               | Sphere                             |          |
| Napisy końcowe |                                             |                                    |          |
| 1, 3, 7, 10    | „Hatsukoi wa zakuroiro” (jap. 初戀は柘榴色) | Mai Nakahara, Takahiro Sakurai     |          |
| 2, 5, 9, 11    | „Junjō Masquerade” (jap. 純情マスカレイド)  | Aki Toyosaki, Yui Horie, Yūki Kaji |          |
| 4, 6, 8, 12    | „Futarishizuka” (jap. 二人静)               | Kana Hanazawa, Satoshi Hino        |          |